# Chá Gorreana
Chá Gorreana est une entreprise commercialisant du thé cultivé aux Açores, fondée en 1883.

## Localisation
Elle se situe sur le versant nord de l'île de São Miguel, la plus grande île des Açores (commune de Ribeira Grande, village de Maia). Elle est la plus ancienne plantation de thé européenne et la plus grande.

## Histoire
Le thé existe à l'état sauvage dans les Açores depuis le XVIIIe siècle mais la culture du thé a été introduite en 1874 par deux Chinois originaires de Macao qui ont été invités par le gentleman farmer Jose do Canto, le fondateur de la Société pour la promotion de l'agriculture Micaelense, un membre de la plus ancienne maison noble du Portugal. En 1883, Cha Gorreana voit le jour.

## Production et commercialisation
Ses thés sont essentiellement commercialisés sur le territoire portugais et incluent du thé noir et du thé vert.
La production atteint annuellement actuellement environ 40 tonnes.

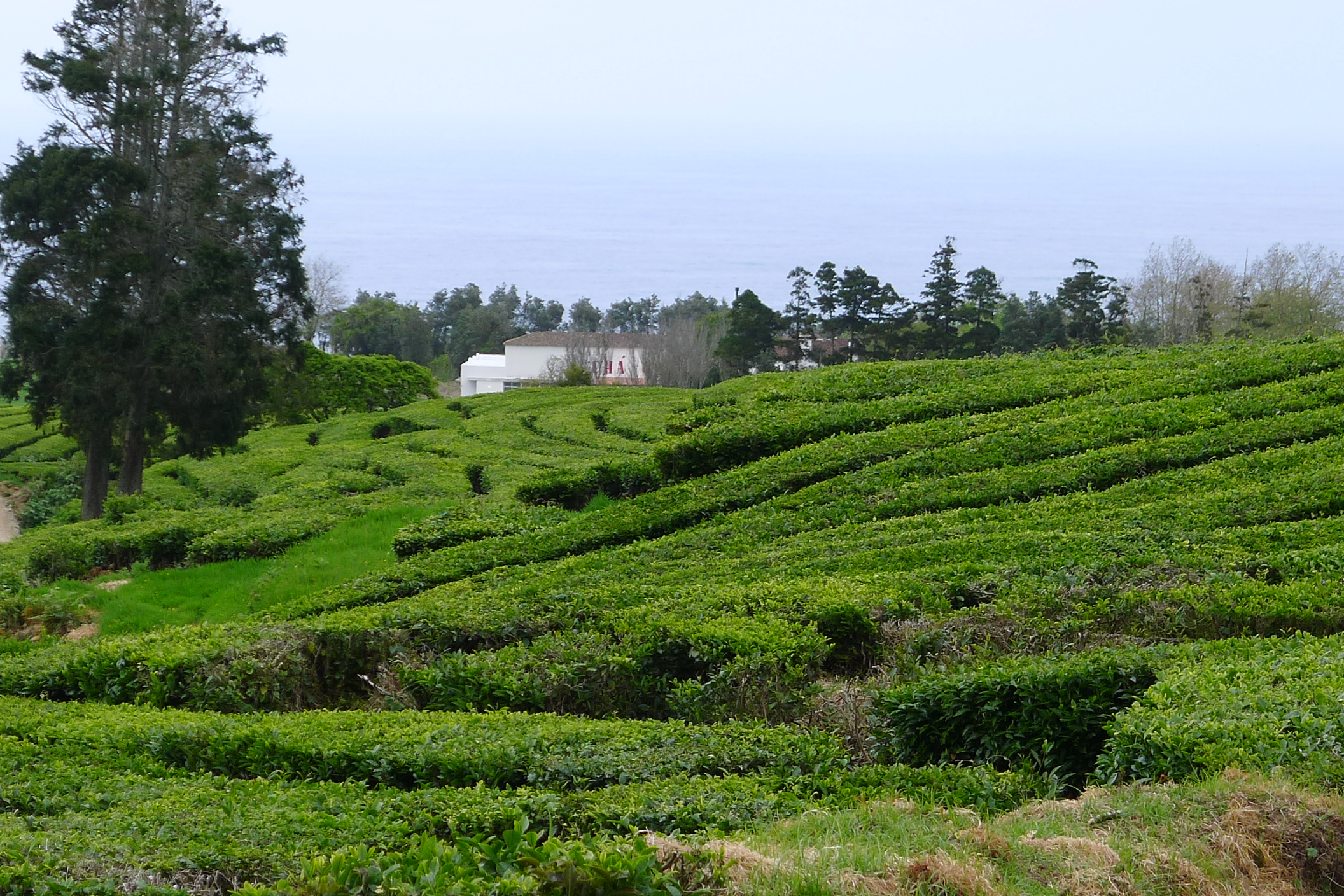
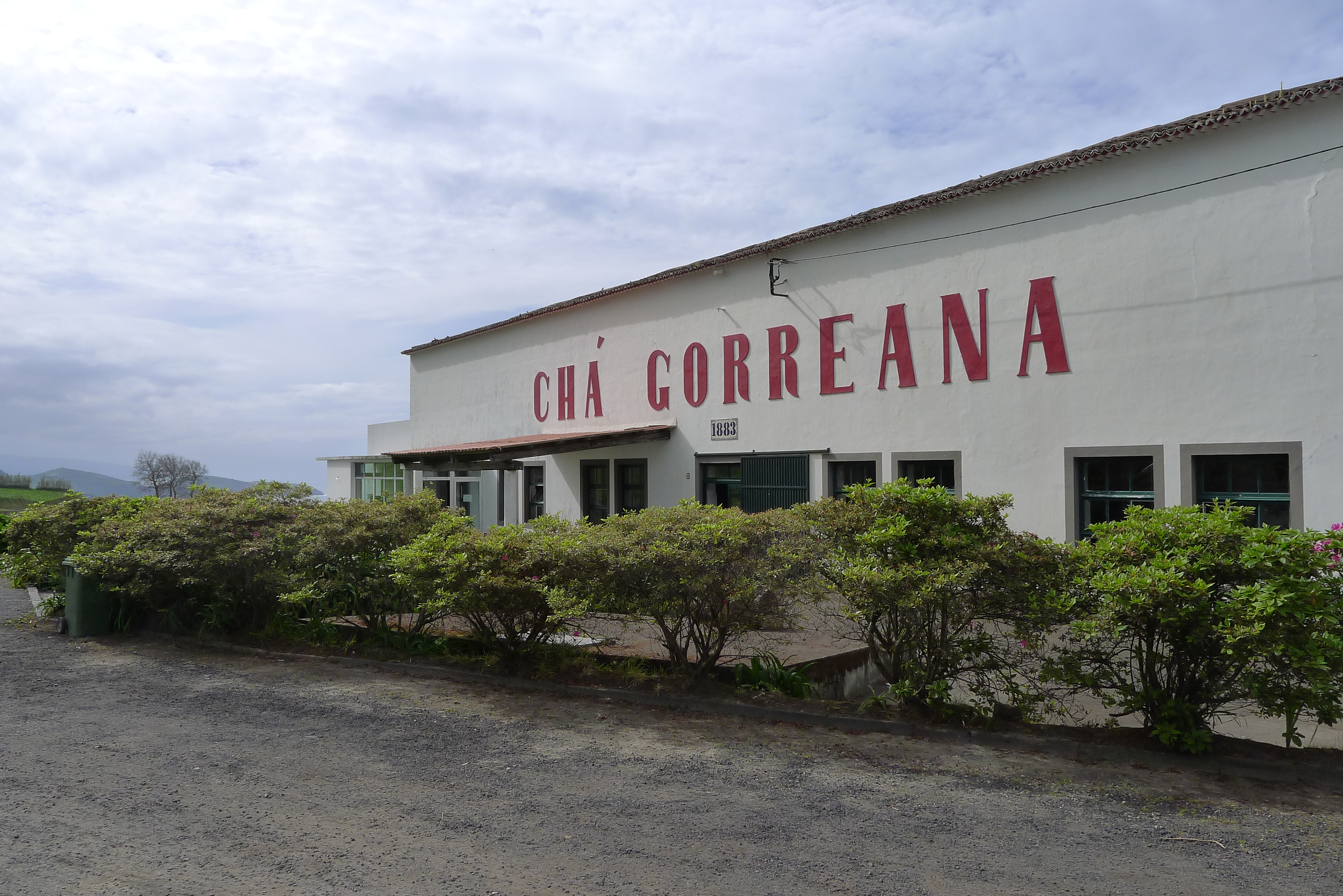
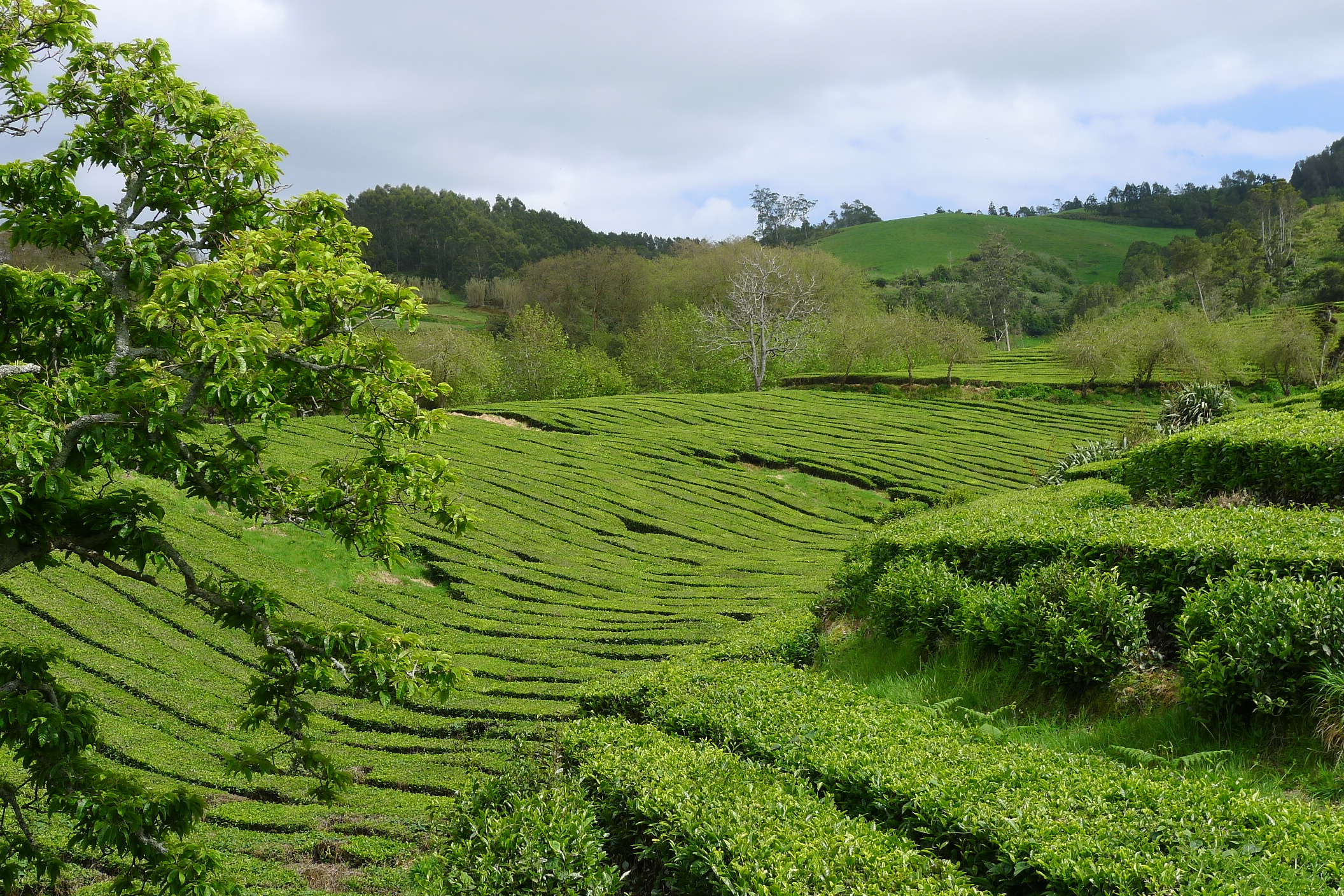
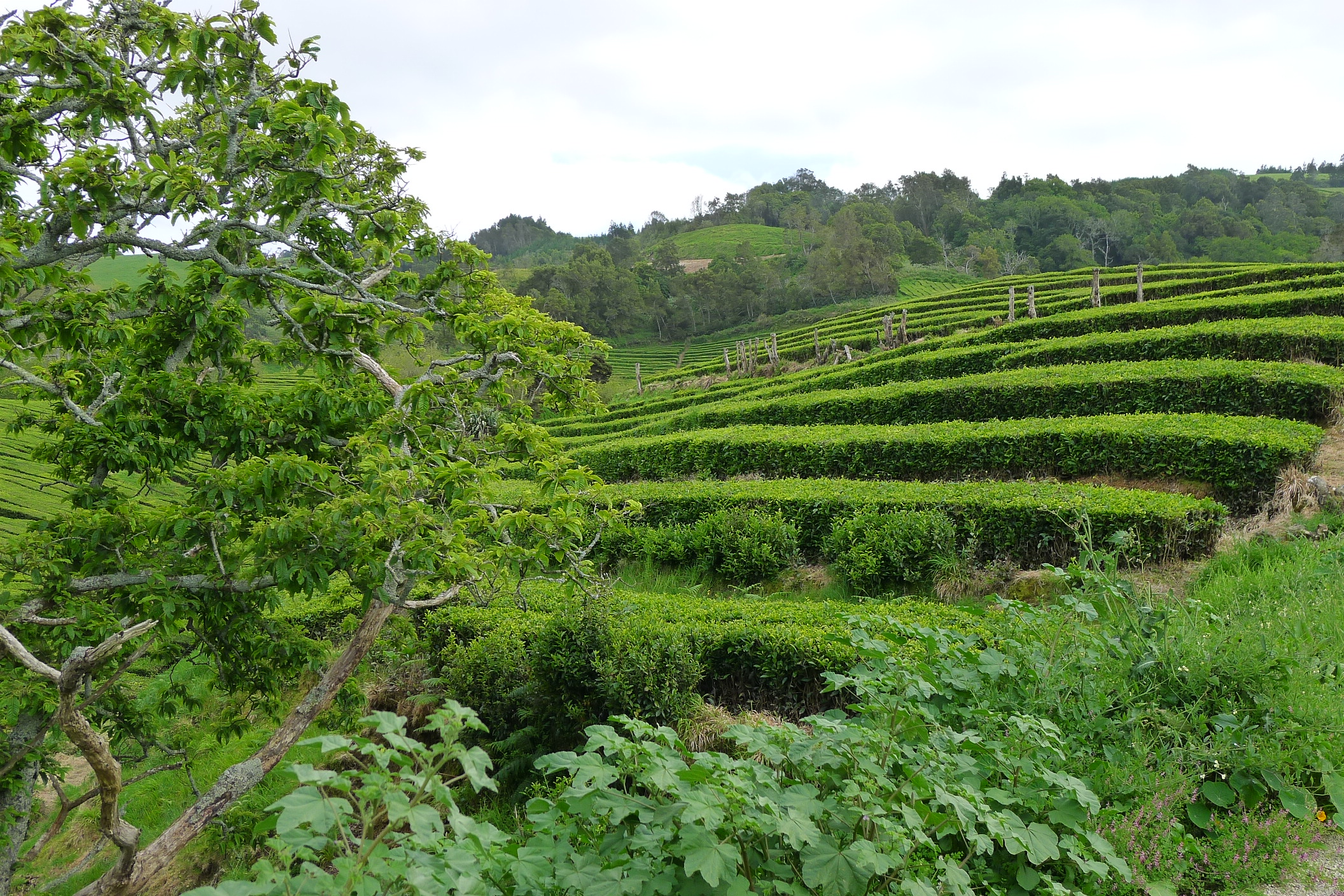
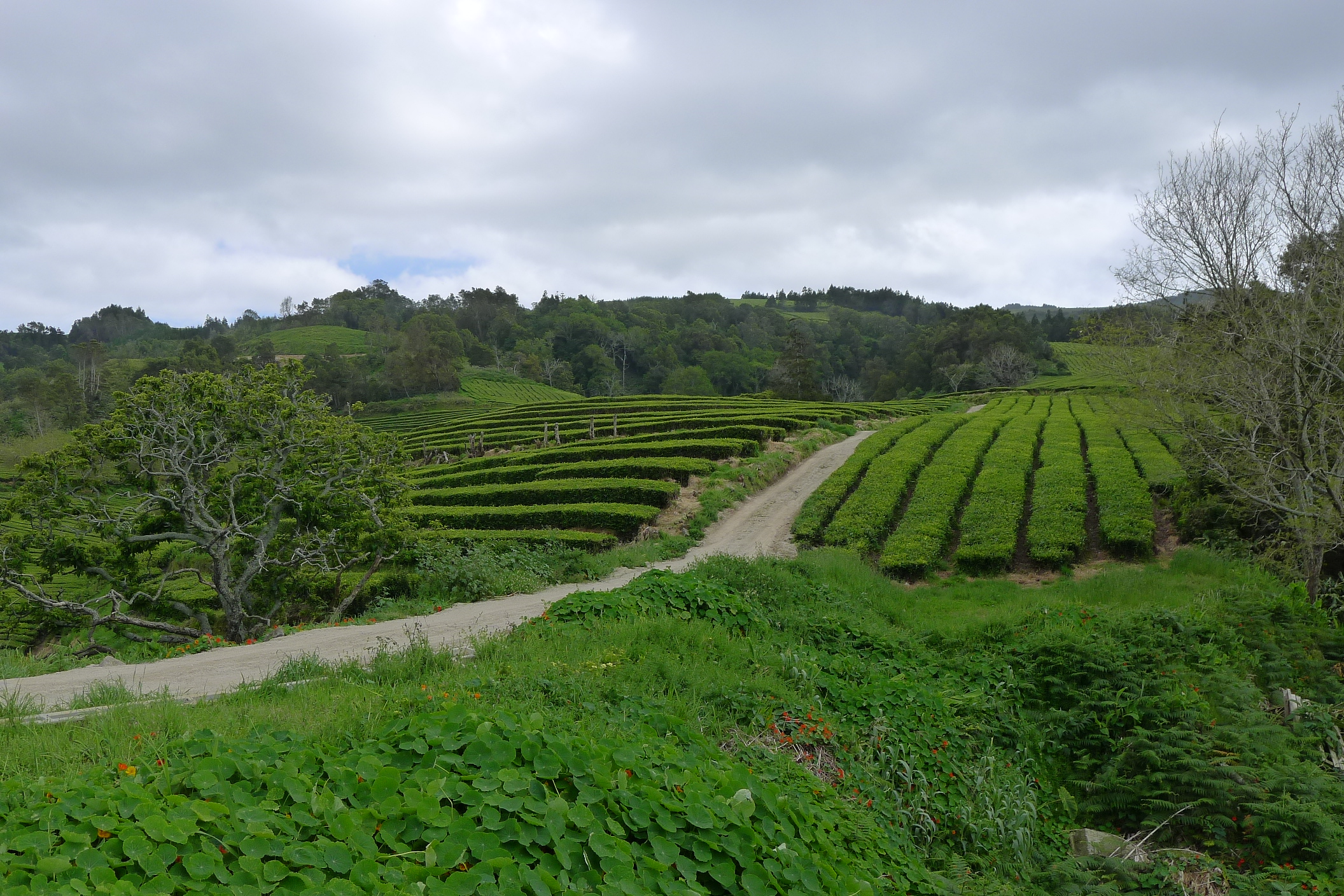